# 19. јул
19. јул (19.7.) је 200. дан године по грегоријанском календару (201. у преступној години). До краја године има још 165 дана.

## Догађаји
- 64 — Изгорело две трећине Рима у пожару, а цар Нерон је оптужио хришћане да су подметнули пожар, чиме је себи дао изговор да их прогна из Рима.
- 711 — Омејадске снаге предвођене Тариком ибн Зијадом су победили у бици код Гвадалете Визиготе предвођене краљем Родериком.
- 1333 — Едвард III је поразио у бици код Хелидон Хила Арчибалда Дагласа у последњем рату за независност Шкотске.
- 1545 — Брод „Мери Роуз“, понос ратне флоте енглеског краља Хенрија VIII, потонуо је у каналу Солент између обале јужне Енглеске и острва Вајт. Живот је изгубило више од 700 људи.
- 1553 — Мери Тјудор проглашена је за краљицу Енглеске. Удајом за шпанског принца Филипа приближила се Ватикану и прогонила протестанте, због чега је названа Крвава Мери и Католикиња Мери. Током њене владавине, Енглеска је изгубила Кале (1558), своје последње упориште у Француској.
- 1864 — Победом у Трећој бици за Нанкинг кинеска династија Ћинг је угушила Тајпиншки устанак.
- 1870 — Француски цар Наполеон III објавио је рат Пруској, који је имао тешке последице по француско Друго царство. Француска војска претрпела је тежак пораз у бици код Седана (2. септембра), цар је заробљен, а у Паризу је проглашена република.
- 1877 — Одржан је први тениски турнир у Вимблдону. Победио је енглески тенисер Спенсер Гор.
- 1883 — На брду Стражилово изнад Сремских Карловаца сахрањени су посмртни остаци српског песника Бранка Радичевића, након што су, 30 година после његове смрти, пренети из Беча.
- 1900 — Отворена је париска подземна железница (метро).
- 1936 — Отпочела је социјална револуција у Шпанији, коју је у дело спроводила анархо-синдикалистичка Национална Конфедерација Рада - ЦНТ
- 1937 — У Београду је дошло до сукоба полиције и демонстраната ("крвава литија") који су протестовали због подношења скупштини на ратификацију конкордата између Ватикана и Краљевине Југославије. Конкордат је потписан у јулу 1935, али због отпора јавног мњења није ступио на снагу.
- 1941 — Британски премијер Винстон Черчил почео је кампању под називом „В за победу“ (V for Victory) у Другом светском рату.
- 1943 — У намери да ослабе италијански фашистички режим, савезници су у Другом светском рату из 700 авиона засули бомбама аеродроме и војне полигоне у близини Рима.
- 1956 — Лидери Југославије, Индије и Египта - Јосип Броз Тито, Џавахарлал Нехру и Гамал Абдел Насер, потписали су Брионску декларацију о заједничкој противблоковској политици, што је означило почетак стварања Покрета несврстаних земаља.
- 1974 — Шпански диктатор Франсиско Франко због болести је привремено предао власт принцу Хуану Карлосу, који је 1975, после Франкове смрти, постао краљ Шпаније.
- 1980 — У Москви су отворене 22. Олимпијске игре, које је бојкотовало више од 40 земаља због совјетске инвазије на Авганистан.
- 1985 — Услед бујице блата изазване рушењем насипа у долини Става у Италији погинуло је 268 особа.
- 1989 — Пољска Народна скупштина изабрала је генерала Војћеха Јарузелског за председника Пољске.
- 1994 — Народна скупштина Републике Српске одбила је План територијалног разграничења у Босни који је почетком месеца Контакт група понудила зараћеним странама. СР Југославија, од које се очекивало да утиче на босанске Србе да прихвате предложени план, кажњена је пооштравањем међународних санкција, а у Босни је настављен рат.
- 1996 — На захтев међународних представника у послератној Босни председник Републике Српске Радован Караџић поднео је оставку на све јавне функције.
- 1997 — Ирска републиканска армија објавила примирје у својој 28-годишњој кампањи против британске власти у Северној Ирској.
- 2000 — Русија је представила светском тржишту ново противтенковско оружје монтирано на приколици крос-кантри мотоцикла.
- 2001 — Британски политичар и писац Џефри Арчер осуђен је на четири године затвора за кривоклетство и злоупотребу правде.
- 2021 — Педро Кастиљо је изабран за 63. председника Перуа.

## Рођења
- 1814 — Самјуел Колт, амерички проналазач, изумитељ револвера Колт Патерсон. (прем. 1862)
- 1834 — Едгар Дега, француски сликар, графичар и вајар. (прем. 1917)
- 1855 — Живојин Мишић, српски војсковођа. (прем. 1921)
- 1876 — Игнац Зајпел, аустријски политичар и свештеник. (прем. 1932)
- 1890 — Ђорђе II Грчки, грчки краљ. (прем. 1947)
- 1893 — Владимир Мајаковски, руски писац. (прем. 1930)[1]
- 1896 — Арчибалд Џозеф Кронин, шкотски књижевник. (прем. 1981)
- 1898 — Херберт Маркузе, немачки политички филозоф и теоретичар друштва, један од оснивача Франкфуртске школе. (прем. 1979)
- 1946 — Илије Настасе, румунски тенисер.
- 1947 — Брајан Меј, енглески астрофизичар и музичар, најпознатији као водећи гитариста групе Queen.
- 1950 — Сима Аврамовић, српски правник, универзитетски професор и дипломата.
- 1954 — Верица Калановић, српска политичарка.
- 1960 — Миленко Савовић, српски кошаркаш. (прем. 2021)
- 1961 — Кембел Скот, амерички глумац, редитељ и продуцент.
- 1964 — Саша Лошић, босанскохерцеговачки музичар, најпознатији као певач групе Плави оркестар.
- 1971 — Виталиј Кличко, украјински боксер и политичар.
- 1973 — Александар Билановић, српско-аргентински пустолов и путописац.
- 1973 — Аилтон Гонсалвес да Силва, бразилски фудбалер.
- 1976 — Бенедикт Камбербач, енглески глумац.
- 1976 — Ерик Придс, шведски ди-џеј, музичар и музички продуцент.
- 1979 — Звонимир Вукић, српски фудбалер.
- 1980 — Гзавје Малис, белгијски тенисер.
- 1982 — Џаред Падалеки, амерички глумац.
- 1984 — Адам Морисон, амерички кошаркаш.
- 1985 — Ламаркус Олдриџ, амерички кошаркаш.
- 1994 — Дарко Лазић, српски фудбалер.
- 2000 — Зоран Пауновић, српски кошаркаш.
- 2001 — Теодора Драгићевић, српска глумица.

## Смрти
- 1427 — Стефан Лазаревић, српски деспот (рођ. 1377)[2]
- 1918 — Ђура Стантић, спортиста, светски првак. (рођ. 1878)
- 1936 — Јован Жујовић, српски геолог и политичар. (рођ. 1856)
- 1945 — Драгутин Гавриловић, мајор Краљевске југословенске војске. (рођ. 1882)
- 1947 — Аунг Сан, бурмански генерал и револуционар, отац модерне Бурме. (рођ. 1915)
- 1965 — Сингман Ри, корејски државник, први председник Јужне Кореје (1948—60). (рођ. 1875)
- 1984 — Марко Тајчевић, српски композитор, музиколог и музички критичар (рођ. 1900)
- 1992 — Паоло Борселино, италијански судија. (рођ. 1940)

## Празници и дани сећања
- Српска православна црква слави:
  - Преподобни Сисоје Велики